# غابريلا دوغلاس
غابريلا دوغلاس: (بالإنجليزية: Gabby Douglas) لاعبة جمباز أمريكية وحاصلة على ميدالة ببطولة العالم في طوكيو وميداليتان ذهبيتان في دورة الألعاب الأمريكية لقارة أمريكا الشمالية وأمريكا الجنوبية وميداليتان ذهبيتان في دورة ألعاب المحيط الهادئ . بالإضافة إلى ذهبية في بطولة فيزا وفضية و برونزيتين في نفس البطولة.

## روابط خارجية
- غابريلا دوغلاس على موقع الاتحاد الدولي للجمباز (licence) (الإنجليزية)
- غابريلا دوغلاس على موقع الاتحاد الدولي للجمباز (biography) (الإنجليزية)
- غابريلا دوغلاس على موقع الاتحاد الأمريكي للجمباز (الإنجليزية)
- غابريلا دوغلاس على موقع اللجنة الأولمبية الدولية (الإنجليزية)
- غابريلا دوغلاس على موقع أوليمبيديا (الإنجليزية)
- غابريلا دوغلاس على موقع اللجنة الأولمبية والبارالمبية الأمريكية (الإنجليزية)